# Geert Van der Stricht
Geert Van der Stricht (Deurne, 11 februari 1972) is een Belgische schaker. Hij is een Internationaal Meester (IM).
Geert Van der Stricht studeerde elektromechanica in de provincie Oost-Vlaanderen aan de Katholieke Hogeschool Sint-Lieven. Hij werkt als wetenschappelijk assistent aan de Hogeschool Gent.  Hij leerde het schaken van zijn vader.  

## Resultaten
- In 2002 werd Geert Van der Stricht met 5.5 punt kampioen van Vlaanderen.
- In Palmares 2003 dat gewonnen werd door Vladimir Epishin met 7.5 punt, eindigde Geert met 5.5 punt op de 25e plaats.
- In 2003 werd Geert Van der Stricht in Eupen kampioen van België, voor Alexandre Dgebuadze.
- In juni 2005 werd in Echternach het open rapidschaak-toernooi gehouden dat zeven winnaars met 7.5 uit 9 telde. Geert eindigde met 7 uit 9 op een gedeelde achtste plaats.
- In juli 2005 werd in Aalst het kampioenschap van België bij de heren gespeeld dat door Alexandre Dgebuadze met 7 uit 9 gewonnen werd. Paul Motwani eindigde als tweede met 6.5 punt terwijl Marc Dutreeuw met 5.5 punt op de derde plaats eindigde. Van der Stricht werd zevende met 5 punten.
- Op 13 juli 2014 werd Geert opnieuw Belgisch kampioen. Het was zijn tweede landstitel.

Zijn eerste grootmeester-norm behaalde hij in seizoen 2007/08 van de Belgische nationale competitie voor verenigingen. Per april 2022 bedroeg zijn Elo-rating 2360, waarmee hij per die datum nummer 23 was op de Belgische Elo-ranglijst. Zijn hoogste Elo-rating 2468 had hij in oktober 2003.

## Nationale teams
Met het Belgische nationale team nam Geert Van der Stricht deel aan de volgende Schaakolympiades: 2000, 2002, 2004 en 2006. In 2000 en 2002 speelde hij aan het vierde bord, in 2004 en 2006 aan het derde bord. Bij de 36e Schaakolympiade in 2004 in Calvià, waren zijn teamgenoten Eddy Van Beers, Laurent Bruno en Cekro Ekrem. Het Belgische team eindigde als 58e. Bij de Schaakolympiades behaalde hij in totaal 22.5 punten uit 40 partijen (+16 =13 −11).
Met België nam hij deel aan het EK landenteams van 2003 (aan bord 1) en in 2005 (aan bord 2).

## Schaakverenigingen
In de jaren 90 speelde Geert Van der Stricht in België voor KGRSL Gent, waarmee hij in 1998 en 1999 deelnam aan de European Club Cup.  Daarna speelde hij bij Boey Temse, waarmee hij in 2002 deelnam aan de European Club Cup. In 2006 keerde hij terug bij KGRSL Gent en werd met deze vereniging in 2016 kampioen van België.
In Nederland speelde hij voor HWP Sas van Gent, waarmee hij in de seizoenen 1996/97 en 2001/02 actief was in de Meesterklasse. Sinds september 2003 speelt hij bij HMC Calder Den Bosch, waarmee hij in 2005 en 2014 deelnam aan de European Club Cup. In de Franse competitie speelt hij voor de vereniging Club de Reims Echec et Mat.

## Publicaties
Voor de uitgever van het Alkmaarse schaaktijdschrift New In Chess schreef hij samen met de Nederlandse grootmeesters Friso Nijboer en Sipke Ernst de delen 3 tot en met 6 uit de reeks Tactics in the Chess Openings over schaakopeningen. 
- Tactics in the Chess Openings 3: French Defence and other half-open games. New In Chess, Alkmaar 2005, ISBN 90-5691-162-7. (met Friso Nijboer)
- Tactics in the Chess Openings 4: Queen’s Gambits, Trompowsky & Torre. New In Chess, Alkmaar 2006, ISBN 90-5691-172-4. (met Friso Nijboer)
- Tactics in the Chess Openings 5: Indian Defences - Catalan & Benoni. New In Chess, Alkmaar 2007, ISBN 978-90-5691-201-7. (met Sipke Ernst)
- Tactics in the Chess Openings 6: Gambits and Flank Openings. New In Chess, Alkmaar 2007, ISBN 978-90-5691-221-5. (met Sipke Ernst)

Voor 2009 werd een heruitgave in het Nederlands van zijn boeken met Friso Nijboer aangekondigd: bij de Utrechtse uitgever Bijleveld Press waren de titels Winnen met het Damegambiet en Winnen met het Frans gepland.